# Elginovy mramory
Elginovy mramory (někdy také nazývané jako Parthenónské mramory) je sbírka starořecké sochařské výzdoby, která byla pravděpodobně vytvořena asistenty (a pod dohledem) řeckého sochaře a architekta Feidia, a to přibližně v letech 447 až 438 př. n. l. Původně byly součástí chrámu Parthenónu v Athénách a rovněž i dalších budov v akropoli (Erechtheia, Propylejí a Chrámu Athény Niké).
V letech 1802 až 1811 byla sbírka díky iniciativě Thomase Bruce, 7. hraběte z Elginu, tehdejšího britského velvyslance v Cařihradu, odvezena do Velké Británie (z tohoto důvodu je užíván název Elginovy mramory).
Na tento akt bývá některými nahlíženo jako na čin kulturního vandalismu a krádeže. Je předmětem desítky let trvajícího sporu mezi Velkou Británií, která Elginovy mramory dosud vystavuje v Britském muzeu v Londýně, a Řeckem, které usiluje o jejich návrat.

## Popis
Sbírka z Parthenónu měří na délku přibližně 75 m a tvoří ji 17 soch a 15 metóp, které znázorňují bitvu mezi Lapithy a kentaury. Z dalších míst na Akropoli se jedná o Karyatidu, nejrůznější starořecké architektonické prvky a vlysy.
Výzdoba Parthenónu byla od svého vzniku přibližně z poloviny ztracena nebo zničena. Parthenón byl velmi poničen například během Velké turecké války v roce 1687. V jejím průběhu totiž 27. září benátská armáda ostřelovala turecké pozice, přičemž jedna střela zasáhla též samotný chrám, který byl používán jako muniční sklad, a následný výbuch jej silně poškodil.

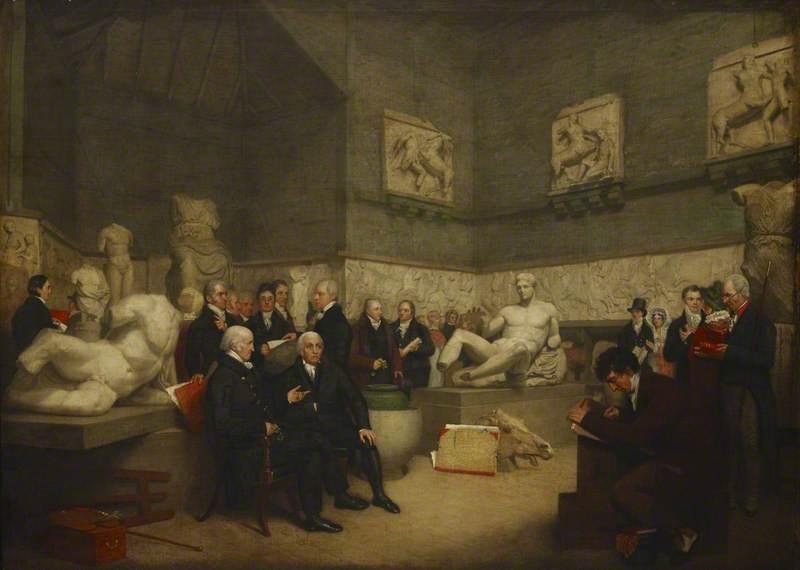
Obraz Dočasná Elginova místnost (anglicky The Temporary Elgin Room) od Archibalda Archera z roku 1819 zobrazuje Elginovy mramory v tzv. Elginově místnosti v Britském muzeu, kterak jsou obklopeny zaměstnanci muzea a návštěvníky

Sochy, které dnes existují, jsou kromě Londýna uloženy např. v Louvru nebo ve Vatikánu. Část soch se rovněž nachází v Aténách.

## Kontroverze
Převoz Elginových mramorů byl kontroverzní již od počátku. Lord Byron prohlašoval akt odvezení soch za vandalství a přístup Británie vůči řecké kultuře zasadil též i do své básně Childe Haroldova pouť. John Keats naopak složil sonet na oslavu Elginových mramorů.
| „                                                            | 11. Kdo však byl hrabivcem, jenž chrám té výše, kdež Pallas dlívala, tak zahubil, že prchla z rumů posledních své říše? Ten drzý, podlý lupič, kdož to byl? Syn tvůj, ó, Skotsko, tak se zhanobil! Ó, plesej, Anglie, z tvých nebyl dětí! Co volno kdys, tvůj volný muž by ctil! Jen onen mohl těmi chrámy chvěti a přes vln bouřný vzdor je zpupně odvláčeti. 12. To chloubou dnešních Piktů jest, že skláli, co ušlo Gotům, Turkům, zkázné době! Tak chladný jako rodné jeho skály, tak tvrdý, pustý v srdce svého zlobě jest ten, čí hlava vymyslila sobě ty chudé zbytky z půdy Athén rvát! Syn matky neobránil v chabé mdlobě, však její hoře tušil tentokrát, — tak těžce necítil pout robských dosavad! 13. Jak! může britský jazyk vyslovit, že Albion se kochal v Athén hoři? Ač jménem tvým je ztrýznil robský lid, mlč o tom Evropě, jež hanbou hoří! Britanie, ta královna všech moří, v níž zastánkyni slavnou vzývá Řek, ta v zemi zkrvácené plení, boří a rukou Harpye rve ostatek, jejž barbar zachoval i závistivý věk! 14. Kdež, Pallado, tvůj štít, jímž při svém vpádu byl zhoubce Alarich kdys odražen? Kdež Peleovec, jenž, byv sevřen v Hádu, zpět vyřítil se v onen hrozný den, stín strašný, děsnou zbrojí přioděn? Proč Pluto znova nevyslal sem reka, když druhý lupič mrzce rval svůj plen? On nečinně kol břehů Stygu těká, a město bezbranné naň marně nyní čeká. 15. Led v srdci má, kdo nelká, zočiv Řecko, jak milan zřící popel milovaný! Zrak tupý jest, jenž neslzí, an všecko zří v troskách kol, skvost každý odervaný tou rukou, jíž by slušel úkol chranný vstříc pomníkům, jež hynou bez pomoci! Klet budiž den, jenž svedl ostrovany, hruď proklát země nešťastné, i zmoci se bohů zděšených, jež vlékli ku půlnoci! | “ |
| — George Gordon Byron, Childe Haroldova pouť (část 2. zpěvu) | |   |

V roce 2014 se v médiích objevila zpráva, že si Řecko najalo špičkové advokáty, kteří mají donutit Velkou Británii k navrácení Elginových mramorů. Členkou této skupiny advokátů byla též Amal Clooney, manželka herce George Clooneyho.
V roce 2018 britský politik Jeremy Corbyn prohlásil, že pokud by byl zvolen britským premiérem, usiloval by o návrat soch do Řecka.

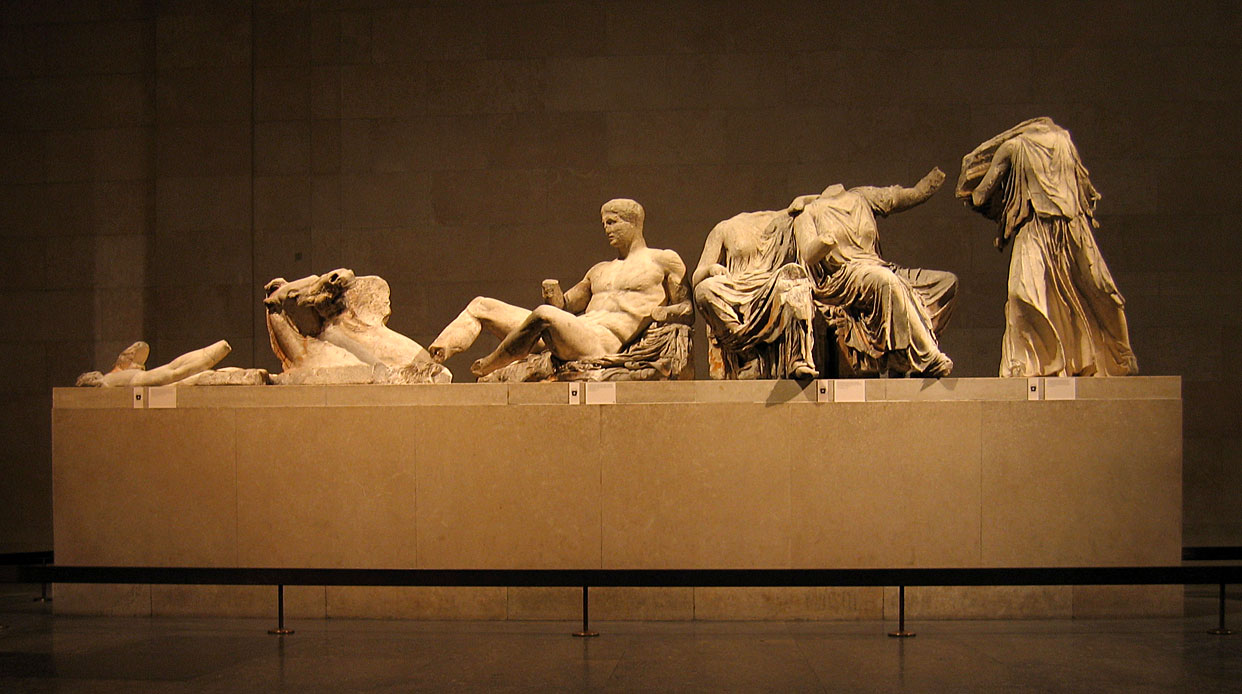
Sochy z východního frontonu

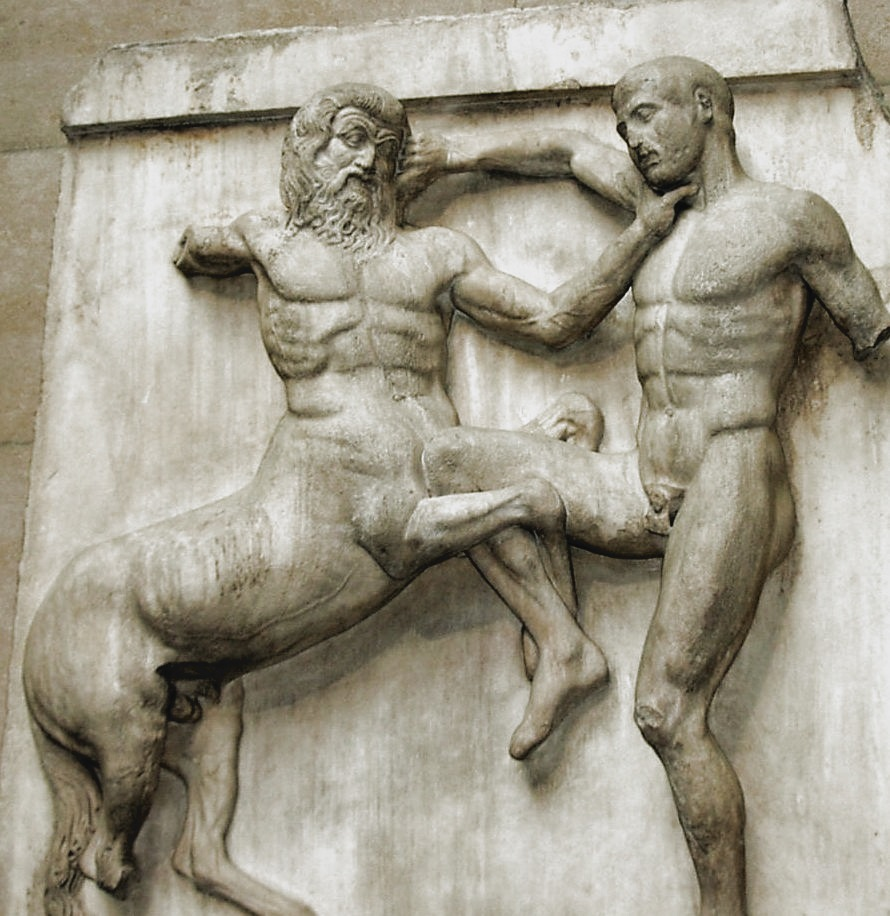
Metópa, která znázorňuje boj Lapithana a Kentaura